# Compagnie du chemin de fer de Yarmouth à Norwich
La compagnie du chemin de fer de Yarmouth à Norwich (en anglais : Yarmouth & Norwich Railway (Y&NR)), est une entreprise anglaise constituée pour reprendre l'autorisation de construction de la ligne du même nom, officialisée par la loi du 18 juin 1842. Son objet est de construire cette ligne entre les villes de Yarmouth et Norwich dans le comté du Norfolk à l'est de l'Angleterre.

## Histoire
La loi du 18 juin 1842 du parlement, autorise l'émission de 200 000 £ d'actions pour la construction d'une ligne de chemin de fer entre les villes de Great Yarmouth et Norwich en passant par Reedham et en suivant le cours de la rivière Yare. Cette loi comporte également les tarifs de transport pour les marchandises : charbon arrivé par la mer au port de Yarmouth, briques, fer, pierres, poissons et coton, ainsi que pour le transport des voyageurs.
Les principaux actionnaires sont Sir Edmund Lacon, le banquier John Edward Lacon, l'avocat Charles John Palmer et le constructeur naval William Hurry Palmer. Ils nomment comme président George Stephenson et comme ingénieur en chef son fils Robert Stephenson, assisté de l'ingénieur George Parker Bidder. Le principal entrepreneur choisi pour effectuer le chantier est Morton Peto. Robert Stephenson, estime que la ligne peut être construite en environ 18 mois pour un coût évalué à 7 000 £/Mile.
Les entrepreneurs Grissel et Peto ouvrent le chantier, en avril 1843, avec environ 1 500 ouvriers. Au départ à Norwich, il faut détourner la rivière Yare sur un demi mile afin d'éviter la construction d'un pont et laisser la libre circulation des navires. La ligne, longue d'environ 33 km, suit ensuite le cours de la rivière en passant par Reedham, elle contourne par le nord-est le marais de Bredon et rejoint Yarmouth. Outre les deux gares des extrémités, Yarmouth et Norwich, la ligne comporte cinq stations intermédiaires : Brundall, Buckenham, Cantley, Reedham, et Berney Arms.
La ligne est mise en service le 1er mai 1844. La compagnie réunie en assemblée générale le 30 août indique que lors des quinze premières semaines de l'exploitation le chemin de fer a transporté 92 147 voyageurs et a réalisé 156 625 fr de recettes brutes. Elle autorise ses directeurs à préparer une fusion avec la compagnie du chemin de fer de Norwich à Brandon.
La fusion est réalisée le 30 juin 1845, elle constitue la compagnie du chemin de fer de Norfolk (en anglais : Norfok Railway company)